# Geron olivierii
Geron olivierii är en tvåvingeart som beskrevs av Macquart 1840. Geron olivierii ingår i släktet Geron och familjen svävflugor. Inga underarter finns listade i Catalogue of Life.